# 분류군

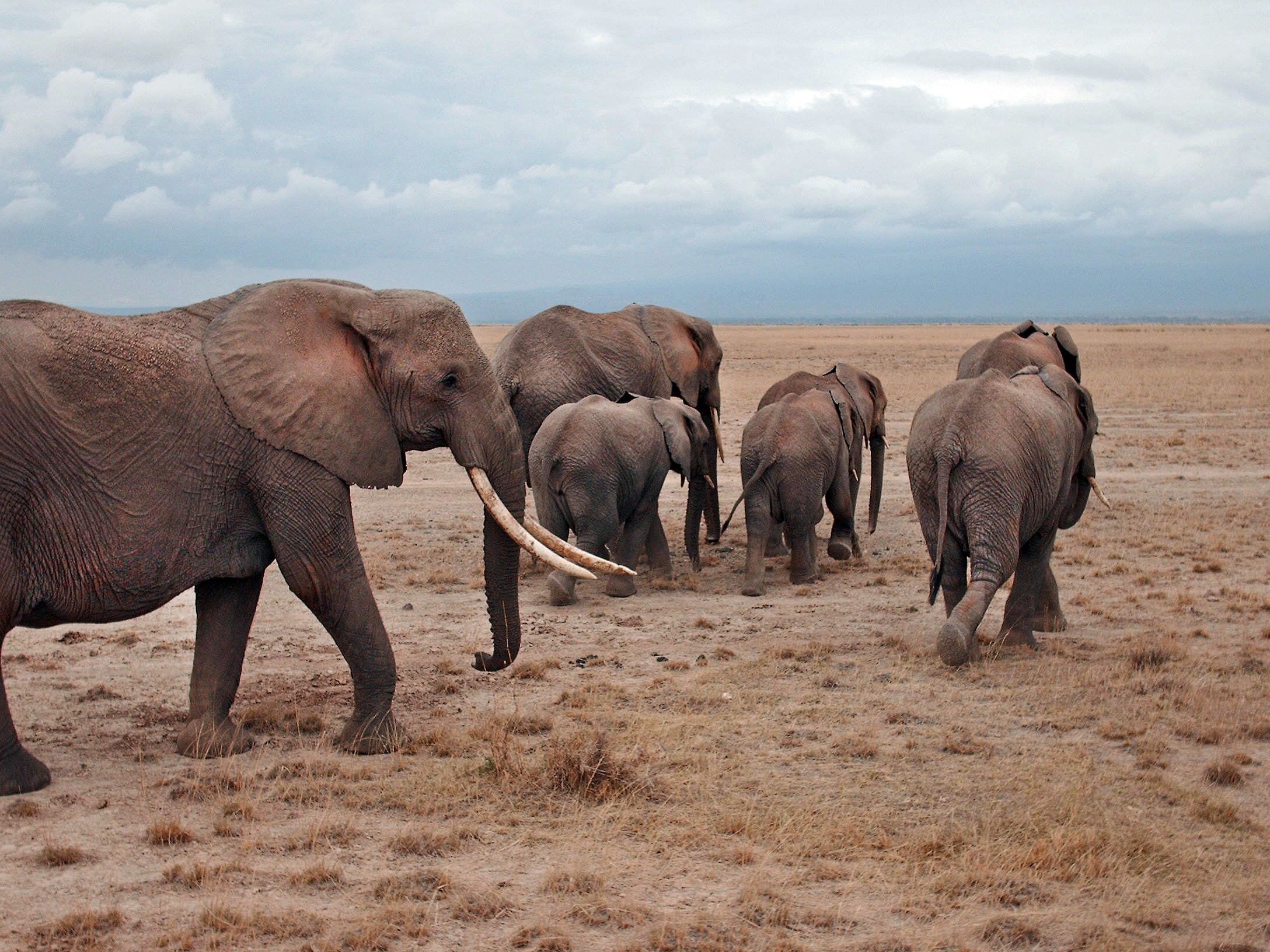
아프리카 코끼리는 Loxodonta 로 불리는 하나의 속을 이룬다.

분류군(分類群, taxon)은 분류학에서 다른 생물들과 구분되는 동질의 생물군을 말한다. 계, 문, 강, 목, 과, 속, 종과 같은 생물 분류의 각 단계에는 다수의 분류군이 있으며, 각 분류군은 다시 그 하위 단계에 여러 개의 분류군을 포함한다.
린네와 같은 박물학자들에 의해 진행된 학명 부여는 되도록 비슷한 것들을 모아 하나의 분류군으로 분류하기는 하였으나, 엄밀하게 진화적이나 유전적 친연관계를 따진 것은 아니다. 현대 진화 이론의 발달로 오늘날의 분류학은 진화 유연 관계에 따라 생물의 분류군을 지정하고 있다.
설치류나 곤충처럼 대부분의 생물 분류군은 계통군이나, 원숭이나 도마뱀처럼 계통군이 아닌 경우도 있다.

## 같이 보기
- 계통군
- 분지학
- 국제식물명명규약
- 국제동물명명규약
- 바이러스 분류